# 肯尼·伊根
肯尼·伊根（Kenneth Egan，1982年1月7日—）出生于都柏林，是一名爱尔兰拳击运动员。在北京2008年夏季奥运会上他获得次重量级亚军。

## 生平
肯尼·伊根在都柏林地區（今属南都柏林郡的地区）长大。1992年他十岁时经历了他的同乡在巴塞罗那获得奥林匹克运动会冠军。这件事对他的印象特别深，因此他也开始训练拳击。
伊根成为一名非常好的拳击手。成人后他首先在中量级，从2003年开始在次重量级拳击。2000年他成为爱尔兰中量级少年冠军，因此获得参加同年布达佩斯的少年世界冠军赛的资格。但是在布达佩斯他在第一轮就输给了德国选手。
2001年刚刚离开少年组他就获得了爱尔兰成年组中量级冠军。至2008年为止他共六次获得爱尔兰冠军，仅2003年他在决赛中败北。
从2002年开始他开始参加国际比赛。同年在在爱尔兰基拉尼举办的四国赛中他在中量级仅在决赛输给了英国选手获第二名。2003年他在赫尔辛基在次重量级比赛中战胜了瑞典选手，同年他在欧洲联盟冠军赛中在斯特拉斯堡获次重量级亚军，他在决赛中输给了土耳其选手。2003年他参加在曼谷进行的世界业余运动员冠军赛。在这次比赛中他击败了立陶宛和哈萨克斯坦选手，在四分之一决赛中输给俄罗斯冠军，最后获得了第五名。
2004年他再次在赫尔辛基获得次重量级冠军，在决赛中战胜立陶宛选手。他没有参加雅典2004年奥运会。
2005年伊根在卡利亚里获得欧洲联盟冠军赛冠军。在决赛中他战胜了克罗地亚选手，在四分之一决赛中战胜了2003年的冠军。同年在中国沈阳举行的世界冠军赛上他首先战胜了吉尔吉斯斯坦选手，但是在下一场中败北，因此仅获得了第17名。
2006年在佩奇的欧洲联盟冠军赛上伊根仅获得了第三名，他在半决赛中输给了罗马尼亚选手。在哈雷的化学杯中他分别战胜捷克和德国选手，但是被世界和欧洲冠军击败。在普罗夫迪夫的欧洲冠军赛中他获得了次重量级的铜牌。他分别战胜了德国和法国选手。在半决赛中他输给了俄罗斯冠军。
2007年伊根在都柏林获得欧洲联盟冠军赛次重量级冠军。在决赛中他战胜了一年前他的对手。在芝加哥的世界冠军赛中他战胜了维尔京群岛和厄瓜多爾选手，但是输给了克罗地亚选手，他仅获第九名。
2008年伊根首先参加北京奥运会的预选赛。在佩斯卡拉的第一轮欧洲预选赛中他没有达到资格。他战胜了亚美尼亚和保加利亚选手，但是在半决赛中输给了白俄罗斯选手，因此只获得了第三名。在雅典的第二轮预选赛中他战胜了意大利、荷兰、德国和瑞典选手，成为预选赛冠军，因此获得了参加奥运会的资格。
在北京伊根表现出色，他战胜了维尔京群岛、土耳其、巴西、英国的托尼·杰弗里斯，最后在决赛中输给中国选手張小平获得银牌。